# Esthetic Education
Esthetic Education — український гурт з інтернаціональним складом, заснований в 2004 році екс-учасниками рок-групи «Океан Ельзи» Юрієм Хусточкою (бас-гітара), Дмитром Шуровим (клавіші) і бельгійським режисером та фотографом з Лондона Луї Франком (вокал).

## Склад
- Юрій Хусточка — бас-гітара
- Дмитро Шуров — клавіші
- Луї Франк — вокал

## Історія
У грудні 2004 молода група випускає свій дебютний альбом «Face Reading». Платівка записувалася достатньо швидко, але її випуск затримали ще на півроку. «Цей альбом створювався в домашніх умовах, на ноутбук, у вільний час, — згадують музиканти. — Тоді ми ще погано знали один одного і не дуже розуміли, чого хочемо. Нам просто хотілося робити якусь музику разом. Тому альбом вийшов сумбурним, дуже різним і за настроєм, і за наповненням». Платівка змогла побачити світ завдяки підтримці звукозаписної компанії Ukrainian Records.
Також в кінці 2004 року група з'їздила в мінітур по Європі, відігравши концерти у клубах Лондона, Лідса, Парижа і Рене. Після виступу в Лондонському клубі «Splitz» одна з пісень естетів навіть потрапила на збірку «Spitz Live Record 2».
У 2005 році популярність групи почала стрімко набирати обертів. Одразу після запрошення виступити на розігріві у Moby на його концерті у київському Палаці спорту, географія концертів поповнилася виступом на сербському фестивалі «Exit», а також регулярними поїздками до Москви, де окрім клубів, групу дуже часто можна було побачити у лайн-апах фестивалів.
Восени виходить максі-сингл Leave Us Alone/Machine, а дві заголовні пісні стають лідерами хіт-парадів як в Україні, так і в Росії. Після релізу група відвідує практично всі великі міста України з концертами. Закінчується цей тур повним аншлагом на концерті 10 лютого 2006 року в київському клубі «Ринг». Протягом всіх виступів вівся запис і за його підсумками влітку 2006 року виходить концертний альбом Live At Ring. Диск зводив в Лондоні Dominic Brethes, який відомий своїми роботами з Міком Джаггером і The Tiger Lillies.
Тим же літом вийшов новий сингл «Василь Васильців». Цю пісню Esthetic Education присвятили молодому львівському музиканту Василю Васильціву, прихильниками якого вони є. Кліп на сингл знімав скандальний український художник Ілля Чичкан.
Пісні групи використовувалися у кіно. Їх можна почути в саундтреках до таких фільмів, як «Happy People» (реж. А. Шапіро), «Хоттабич» (реж. П. Точилін), а також в бразильській короткометражці Alguma Coisa Assim. Найвідомішою роботою в кіно можна назвати пісню «Unbelievable» для фільму «Orangelove» режисера Алана Бадоєва.
2007 рік став найнасиченішим роком для гурту. Закінчилася робота над новим альбомом, основний запис якого проходив у Лондоні в студії «Brick Lane Studio», якій вже понад 40 років. До середини 80-х вона була провідною студією в Лондоні, називалася Sarm East, там записувалися Queen, INXS, Clash, Madonna, Seal та інші відомі виконавці. Продюсером студії був Тревор Хорн.
На початку 2007 року стали активно розповсюджуватися чутки про те, що група припиняє своє існування. Це було обумовлено тим, що вокаліст Луї Франк переїхав жити з Києва до Лондона, а клавішника Діму Шурова почали бачити в студії Земфіри, де вона записувала свій новий альбом, а також гастролюючи з нею по Росії та Європі.
Але попри це, у квітні 2007 Esthetic Education презентували новий альбом «Werewolf» — за словами самих хлопців, платівка стала першим «справжнім альбомом» гурту, продуманим і поєднаним однією концепцією. Вона вийшла зріліша, професіональна, але разом з тим і дуже особлива. У червні «Werewolf» змогли побачити на полицях магазинів і москвичі.
Крім того, за 2007 рік група встигла виступити на фестивалі Maxidrom в Санкт-Петербурзі, відкрити виступи групи «My Chemical Romance» в Росії і відіграти спільний концерт із Земфірою. Знаковою вийшла поїздка на міжнародний фестиваль «Sziget» до Будапешта, де група презентувала Україну серед таких світових зірок, як Killers, Nine Inch Nails, Pink та інших.

## Учасники

### Юрій Хусточка
Бас-гітарист Юра Хусточка народився 27 жовтня 1975 року у Львові. Закінчив Львівський торгово-економічний інститут, спеціальність — фінанси і кредит.
Почав грати на гітарі в 14 років, проте невдовзі остаточно перейшов на бас. Було це в листопаді 1991 року.
З 1991 по 1994 рік грав у гурті «Клан тиші» (група виконувала депресивний артрок).
З 1994 по 2003 рік — учасник гурту «Океан Ельзи».

### Дмитро Шуров
Піаніст.
Народився у Вінниці, у сім'ї педагогів. Грає на піаніно з 4 років. Навчався у ліцеї ім. О. Ренуара у французькому Ліможі і 1 рік — у Солт-Лейк-Сіті (США).
2000—2004 — учасник групи Океан Ельзи.
З 2004 — один з Esthetic Education.
Інтереси: музика, кіно, живопис і вся решта видів мистецтв, культура народів Африки, жива природа, 60-і роки минулого століття, сни, верхова їзда.

### Луї Франк
Вокаліст.
Народився 1971 р. у Цюриху. Як актор і режисер пройшов театральну школу в московському МХАТі та Пітсбурзькому Carnegie Mellon.
Якийсь час працював в рекламному відділі компанії Polygram Records.
Потім три роки акторував і ставив театральні постановки в Монреалі, а також складав музику до п'єс трупи «Ensemble Sauvage Public», яку заснував з друзями. Одного разу, вирішивши, що професія актора не для нього, зняв в Белграді свій перший короткометражний фільм «Картіна». Після цього працював копірайтером у рекламному агентстві «Cossette». У 2004 році переїхав до Києва, де спочатку знімав відео для гурту «Океан Ельзи», а потім став учасником гурту Esthetic Education.

## Дискографія
- 1. Gonzo the Clown
- 2. Beautiful
- 3. War
- 4. Sweet Jesus
- 5. Horrible Disaster
- 6. Paris la nuit
- 7. Guravli i Korabli
- 8. Love
- 9. Get Yourself Together
- 10. I would die for you
- 11. Walking in the Forest
- 12. Thank You
- 13. Bonus track: Love (video version)
- 14. Bonus clip: Love

- 1. Leave Us Alone
- 2. Machine
- 3. Soul Soldier
- 4. Prison song
- 5. Leave Us Alone (Acoustic Version)
- 6. Machine (remix by Shura Molotov 20)
- 7. Machine (remix by Shurov & Hustochka)

- 1. Machine
- 2. Ordinary Saturday
- 3. Ejik v Tumane
- 4. Wind In The Willows
- 5. I Would Die For You
- 6. Get Yourself Together
- 7. War
- 8. Love
- 9. Mr.President
- 10. Soul Soldier
- 11. Communist Manifesto
- 12. Juravli I Korabli
- 13. Mary-Anne
- 14. Leave Us Alone
- 15. Heidi (hidden track)

- 1. Unbelievable
- 2. Crucify
- 3. Wind in the Willows
- 4. Regret
- 5. Mercury Rising
- 6. Shedry Shedryk
- 7. Ordinary Saturday
- 8. The King is Dead
- 9. Resonance
- 10. Butterfly
- 11. Broken Arrow
- 12. Werewolf
- 13. Bonus track: Vasil Vasiltsiv

## Відео
2004 — Love (Viktor Priduvalov)

2005 — Beautiful (Alex Franck)

2005 — Leave Us Alone (Eric Trometer)

2005 — Machine (Andrey Toloshniy)

2006 — Vasil Vasiltciv (Illya Chichkan)

2007 — Unbelievable (Alan Badoev)

2008 — With You (Yuri Hustochka, Hellen Abdini, Igor Stekolenko)